# 30 tháng 6
Ngày 30 tháng 6 là ngày thứ 181 (182 trong năm nhuận) trong lịch Gregory. Còn 184 ngày trong năm.

## Sự kiện
- 1398 – Hoàng tôn Chu Doãn Văn kế vị hoàng đế triều Minh, tức Kiến Văn Đế.
- 1758 – Chiến tranh bảy năm: Trận Domstadtl giữa Áo và Phổ diễn ra trên khu vực nay thuộc Séc.
- 1805 – Đạo luật tổ chức Lãnh thổ Michigan của Quốc hội Hoa Kỳ có hiệu lực.
- 1894 – Cầu Tháp Luân Đôn được khánh thành, cầu bắc qua sông Thames đoạn chảy qua thủ đô của Anh Quốc.
- 1905 – Bài viết "Zur Elektrodynamik bewegter Körper" của Albert Einstein được tiếp nhận và xuất bản sau đó, trong đó giới thiệu thuyết tương đối hẹp.
- 1908 – Một vụ nổ lớn xảy ra gần sông Trung Tunguska thuộc khu vực Siberi của Đế quốc Nga, sự kiện có tác động lớn đối với Trái Đất.
- 1934 – Đảng Quốc xã của Adolf Hitler phát động thanh trừng các đối thủ chính trị tại Đức.
- 1960 – Cộng hòa Dân chủ Congo giành được độc lập từ Bỉ
- 1972 – Giây nhuận đầu tiên được thêm vào hệ thống Giờ phối hợp quốc tế (UTC).
- 1977 – Tổ chức Hiệp ước Đông Nam Á (SEATO) giải thể sau 23 năm tồn tại.
- 1998 – Joseph Estrada nhậm chức tổng thống của Philippines.

## Sinh
- 1337 – Trần Duệ Tông, hoàng đế thứ 9 của nhà Trần trong lịch sử Việt Nam (m. 1377).
- 1838 – Nguyễn Phúc Hồng Bàng, hoàng tử con vua Thiệu Trị (m. 1853).
- 1470 – Vua Charles VIII của Pháp
- 1940 – Phanxicô Xaviê Lê Văn Hồng – giám mục Công giáo Việt Nam, Tổng giám mục Tổng giáo phận Huế
- 1964 – Alexandra Manley, Bá tước xứ Frederiksborg, vợ cũ của Vương tử Joachim của Đan Mạch
- 1966 – Mike Tyson, võ sĩ quyền Anh của Mỹ
- 1983 – Cheryl Cole, ca sĩ Anh, vợ của Ashley Cole
- 1985 – Michael Phelps, vận động viên bơi lội Mỹ

## Mất
- 1666 – Alexander Brome, nhà thơ Anh (s. 1620)
- 2022 – Technoblade, YouTuber nổi tiếng người Mỹ (s. 1999)[a]